# Sengouagnet

Sengouagnet este o comună în departamentul Haute-Garonne din sudul Franței. În 2009 avea o populație de 222 de locuitori.

## Evoluția populației
| An        | 1975 | 1982 | 1990 | 1999 | 2006 | 2009 |
| --------- | ---- | ---- | ---- | ---- | ---- | ---- |
| Populație | 213  | 215  | 236  | 220  | 221  | 222  |